# Medjoub Lakehal
 (octobre 2017).
Si vous disposez d'ouvrages ou d'articles de référence ou si vous connaissez des sites web de qualité traitant du thème abordé ici, merci de compléter l'article en donnant les références utiles à sa vérifiabilité et en les liant à la section « Notes et références ».
Mejdoub Lakehal Ayat, né le 8 mars 1936 à Oued Zenati en Algérie et mort le 3 juin 2006 à Genève en Suisse, était un général et un homme politique algérien.
Directeur central de la Sécurité militaire (DCSM) de 1981 à 1987, puis délégué général à la prévention et la sécurité (DGPS) de 1987 à 1988. 

## Biographie
Medjoub Lakehal naît le 8 mars 1936 à Oued Zenati, dans l'actuelle wilaya de Guelma. En 1956, il rejoint les rangs de l'Armée de libération nationale à la wilaya II. Après l'indépendance de l'Algérie il continue une carrière militaire. En 1964, il entre à l'école militaire de Moscou. En 1965, il rejoint la 3e région militaire, jusqu'en 1968 où il part en France pour rejoindre l'académie militaire. En 1971 il est désigné directeur d'instruction, poste qu'il occupe jusqu'en 1974. De 1974 à 1979, il est nommé commandant du 8e Brigade blindée (8e BB).
En 1981, il est nommé directeur central de la Sécurité militaire (DCSM) jusqu'en 1987. De 1987 à 1988 il est délégué général à la prévention et la sécurité (DGPS). En septembre 1989, il fait valoir ses droits à la retraite, et il est décoré de l'ordre du Mérite national au Grade de Athir.
Il meurt des suites d'une crise cardiaque en Suisse, le 3 juin 2006.